# Portret mężczyzny (obraz El Greca z 1600)
Portret mężczyzny (Autoportret, Portret własny El Greca) – obraz hiszpańskiego malarza pochodzenia greckiego Dominikosa Theotokopulosa, znanego jako El Greco.

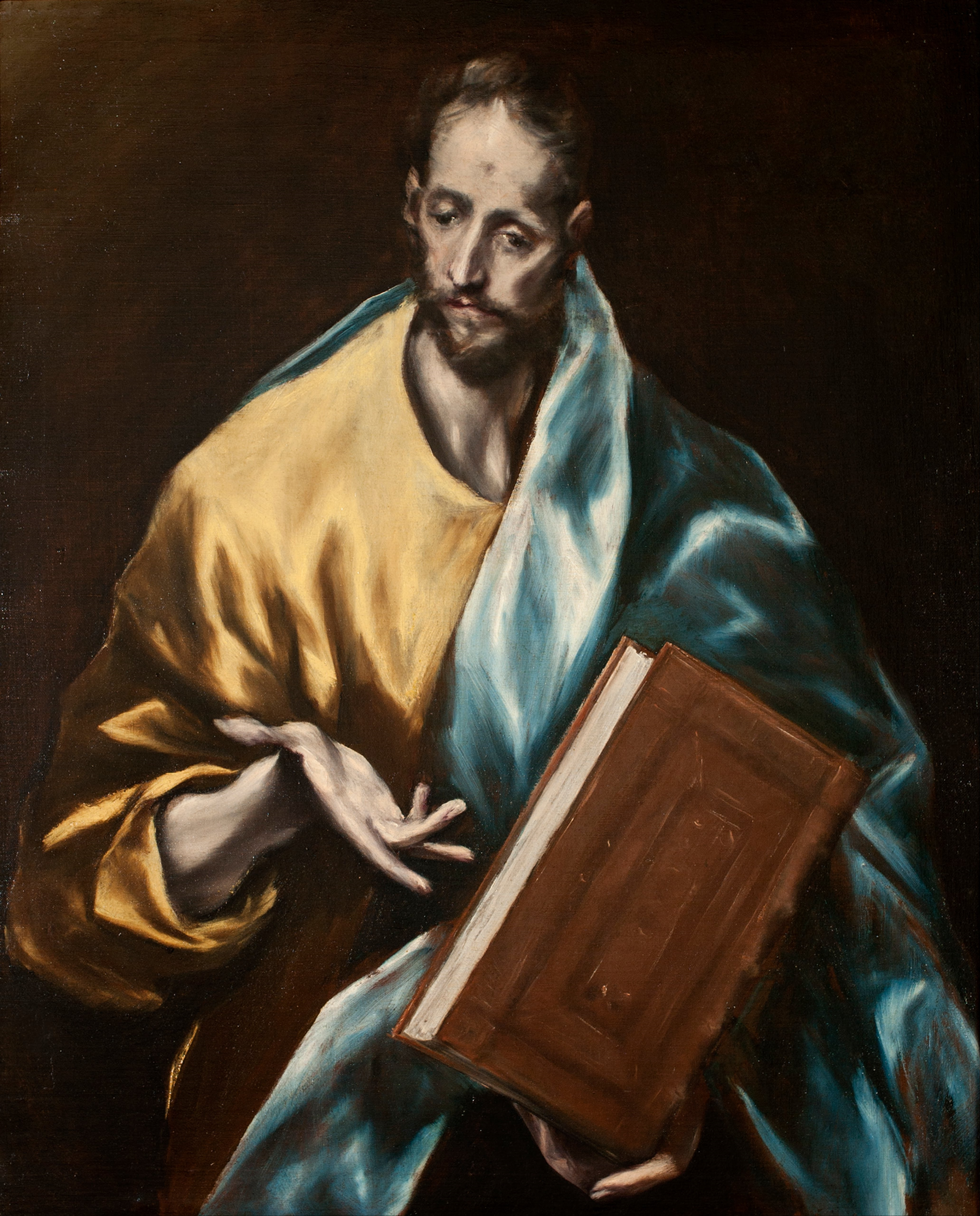
Portret Apostoła Jakuba Młodszego z 1614 roku

Przez wiele lat portret uważano za autoportret El Greca. Po jego śmierci znajdował się znalazł się w kolekcji jego syna Jorga Manuela, a w sporządzonym inwentarzu widniał jako portret mojego ojca w ozdobnej ramie. W późniejszym okresie obraz znalazł się w zbiorach rodzinnych Beruete. W 1924 roku po śmierci Aureliana de Beruete y Moreta, syna hiszpańskiego malarza Aureliana de Beruete’a portret trafił do Metropolitan Museum of Art w Waszyngtonie.

## Identyfikacja postaci
Badania dwudziestowiecznych historyków sztuki wykazują, iż prawdopodobnie sportretowanym mężczyzną jest kto inny. Obraz został ukończony pod koniec XVI wieku, gdy malarz miał nieco pond pięćdziesiąt lat. Postać z portretu przedstawia mężczyznę znacznie starszego, mężczyznę starego o smutnym spojrzeniu i zniszczonym przeżytymi cierpieniami obliczu. Ma wysokie czoło, wąskie i zapadłe skronie, duże wyłupiaste oczy osadzone pod bardzo wysoko zarysowanym łukiem brwi oraz duży nos opadający na wąskie rozchylone usta. Można odnieść wrażenie, że przedstawiona postać opowiada swoją smutną opowieść i w jej połowie został uwieczniony na zawsze. Głowa została osadzona na niewielkiej białej krezie.
Kolejną przesłanką do zakwestionowania tezy o autoportrecie jest strój mężczyzny pochodzący sprzed 1600 roku oraz technika wykonania portretu. Najnowsi biografowie sugerują, iż El Greco sportretował swojego brata Manussa.

## Inne autoportrety
El Greco kilkakrotnie sportretował się na swoich obrazach. Krytycy zgodni są, iż po raz pierwszy uczynił to przy okazji namalowania Chrystusa uzdrawiającego ślepca (wersje z 1570 i późniejsze). Jego młodzieńczą podobiznę można zobaczyć po lewej stronie pomiędzy dwoma skrzyżowanymi ramionami innych osób. W XVI wieku swój autoportret ukazał jeszcze w dwóch późniejszych dziełach pt. Męczeństwo świętego Maurycego (trzecia postać od prawej) i w Pogrzeb hrabiego Orgaza (szlachcic spoglądający na widza). Na obrazach widać mężczyznę o szczupłej wydłużonej i bladej twarzy, o włosach jasnokasztanowych. Z okresu kiedy powstawał obraz Portret mężczyzny pochodzi płótno Zesłanie Ducha Świętego z 1600 roku. El Greco ukazuje siebie jako jednego z apostołów spoglądającego prosto na widza (druga głowa z prawej). Historycy dopatrują się jego podobizny w postaci apostoła Jakuba Młodszego oraz Apostoła Łukasza z katedry z Toledo.